# Philippe Rousselet
Philippe Rousselet (Neuilly-sur-Seine, Isla de Francia; 7 de julio de 1968) es un productor de cine francés. Ganó el Premio de la Academia a la Mejor Película por la película estadounidense de 2021 CODA, una adaptación de la película francesa de 2014 La familia Bélier, que también había producido.

## Filmografía
- Marie from the Bay of Angels (1997)
- Serial Lover (1998)
- Folle d'elle (1998)
- Barney and His Little Annoyances (2001)
- Blanche (2002)
- Tristan (2003)
- Papa (2005)
- Lord of War (2005)
- The Do-Gooders (2005)
- One Fine Day (2006)
- The Key (2007)
- Crossfire (2008)
- The Women on the 6th Floor (2010)
- Source Code (2011)
- Larry Crowne (2011)
- Paris Manhattan (2012)
- Haute Cuisine (2012)
- Anything for Alice (2014)
- The Grad Job (2014)
- La Famille Bélier (2014)
- Dad in Training (2015)
- Bastille Day (2016)
- West Coast (2016)
- Radin! (2016)
- Two Is a Family (2016)
- How I Met My Father (2017)
- What Happened to Monday (2017)
- In and Out (2017)
- Promise at Dawn (2017)
- Photo de famille (2018)
- Rémi sans famille (2018)
- Small Country: An African Childhood (2020)
- The Lost Prince (2020)
- CODA (2021; ganada conjuntamente con Fabrice Gianfermi y Patrick Wachsberger)[3]
- Hear Me Out (2021)
- Adieu Monsieur Haffmann (2021)